# كوبو والسلسلتان
كوبو والسلسلتان (بالإنجليزية: Kubo and Tow Strings)‏ هو فيلم خيال وحركة أميركي صدر عام 2016 من إخراج وإنتاج ترافيس نايت وتأليف مارك هايميس وكريك بتلر.

## القصة
تدور أحداث فيلم الانيميشن (كوبو والسلستان) حول كوبو والذي يحيا حياة هادئة حالمة في قريته حتى يقترب من روح قديمة تتسبب في تغير حياته للأبد، ينفتح مع هذه الروح عصر قديم من الحروب والمعارك كما تجلب غضب الآلهة والوحوش على كوبو ويترتب عليه الهرب من كل هذه التحديات . احداث الفيلم مشوقة جدًا وتشد انتباه المتابع، كما أن الفيلم مناسب بشكل كبير للأطفال فما يحويه من إثارة يجعله محبب لدا الأطفال.

## روابط خارجية
- كوبو والسلسلتان على موقع IMDb (الإنجليزية)
- كوبو والسلسلتان على موقع ميتاكريتيك (الإنجليزية)
- كوبو والسلسلتان على موقع روتن توميتوز (الإنجليزية)
- كوبو والسلسلتان على موقع نتفليكس (الإنجليزية)
- كوبو والسلسلتان على موقع قاعدة بيانات الأفلام العربية
- كوبو والسلسلتان على موقع ألو سيني (الفرنسية)
- كوبو والسلسلتان على موقع Turner Classic Movies (الإنجليزية)
- كوبو والسلسلتان على موقع أول موفي (الإنجليزية)
- كوبو والسلسلتان على موقع بوكس أوفيس موجو (الإنجليزية)
- كوبو والسلسلتان على موقع فيلمافينيتي (الإسبانية)